# Olga Jordan
Olga Jordan, na haar huwelijk bekend als Olga Jensch-Jordan, (Neurenberg, 13 maart 1913 – Berlijn, februari 2000) was een Duits schoonspringster.

## Biografie
In de jaren 30 was Jordan een van de beste schoonspringsters van Europa. In 1931 en 1934 werd ze Europees kampioene in het schoonspringen vanaf de 3 meter plank. In 1932 nam ze deel aan de Olympische Zomerspelen in Los Angeles en werd ze vierde op diezelfde discipline. Vier jaar later, op de Olympische Zomerspelen van 1936 in haar thuisland (Berlijn), werd ze vijfde.
Tijdens de Spelen in Los Angeles ontmoette ze Arthur Jensch, secretaris van het Duitse Olympisch Comité en vice-chef de mission. De twee trouwden kort na de Spelen. Uit het huwelijk kwamen drie dochters voort. Haar jongste dochter Heidi werd in 1957 DDR-kampioen schoonspringen. Arthur Jensch werd in januari 1945 opgeroepen voor de Volkssturm en stierf korte tijd later toen het Rode Leger Berlijn veroverde.
Aangezien Arthur Jensch een SS-Obersturmbannführer was geweest onder de leiding van de Reichssportadministratie, lukte het Olga Jensch-Jordan na het einde van de oorlog niet meer haar sportcarrière voort te zetten. In plaats daarvan werd ze actief als trainer in de (inmiddels) DDR. Ze behaalde haar laatste grote successen als atleet in 1948 en 1949, toen ze Oost-Duits kampioen schoonspringen werd. In 1948 was ze mede-oprichter van de Duitse Sportfederatie en in 1951 was ze mede-oprichter van het Nationaal Olympisch Comité van de DDR, waartoe ze tot 1961 behoorde. Haar pupillen wonnen 21 DDR-kampioenschappen.
Haar schoonzoon Hans-Dieter Pophal, de echtgenoot van haar jongste dochter Heidi, die ze ook coachte, eindigde als vierde op de Olympische Zomerspelen van 1964 in Tokio. Meest recent was Jensch-Jordan trainer bij de Berliner TSC, waarvan ze een van de oprichters was en waar ze onder meer schoonspringster Marina Janicke trainde. Jensch-Jordan overleed in februari 2000.

## Erelijst
- EK 1931, 3 m plank
- EK 1934, 3 m plank
- 4e OS 1932, 3 m plank
- 5e OS 1936, 3 m plank